# 煮切り
煮切り（煮きり、にきり）とは、みりんや酒もしくはそれらを含む液体を煮てアルコール分を飛ばしたもの、またはその調理法をいう。
煮切ったものは「煮切りみりん」「煮切り酒」とも呼ばれ、いずれも主に和食で使われる。

## 概要
煮切りを作るにはいくつかの方法がある。
1. 鍋にみりんか酒、または両者を混合したものを入れて火にかける。充分に沸騰したらマッチやライターなどで、揮発しているアルコールに火をつける。
2. 上記と同様だがアルコールに着火せず、ただ沸騰させてアルコール分を飛ばす。
3. みりん、酒のほかにも調味料を混ぜ、味をつくった上で沸騰。アルコール分を蒸散させる。

上記1.は西洋料理のフランベと同様の手法であるが、フランベが具材に対して行われるのに対して、煮切りではそのような対象物がない。あくまでみりんや酒に含まれる、調味に余分なアルコールを除くために行われる。